# Emisja spontaniczna

A – atom w stanie wzbudzonym (elektron na poziomie o energii E2)
B – emisja fotonu (hν)
C – atom w niskim stanie energii (elektron na poziomie E1<E2)

Emisja spontaniczna – emisja fotonów przez atom, cząsteczkę, ciecz, ciało stałe, plazmę, znajdujące się w indywidualnym stanie wzbudzonym lub kolektywnym stanie wzbudzonym (np. kondensat Bosego-Einsteina), zachodząca w sposób samorzutny, której towarzyszy przejście atomu / cząsteczki / cieczy / ciała stałego do niższego poziomu energetycznego; wiąże się z przejściami elektronów do niższych stanów orbitalnych w atomach / cząsteczkach, zmianą stanów spinowych elektronów w atomach / cząsteczkach / ciałach stałych czy też dotyczy przejść cząsteczek do niższych stanów rotacyjnych lub oscylacyjnych.
Zjawisko to odpowiada np. za świecenie rozgrzanych gazów, cieczy i ciał stałych, plazmy (gwiazdy, zorza polarna), świecenie urządzeń technicznych (żarówki,  świetlówki, diody LED, itd).

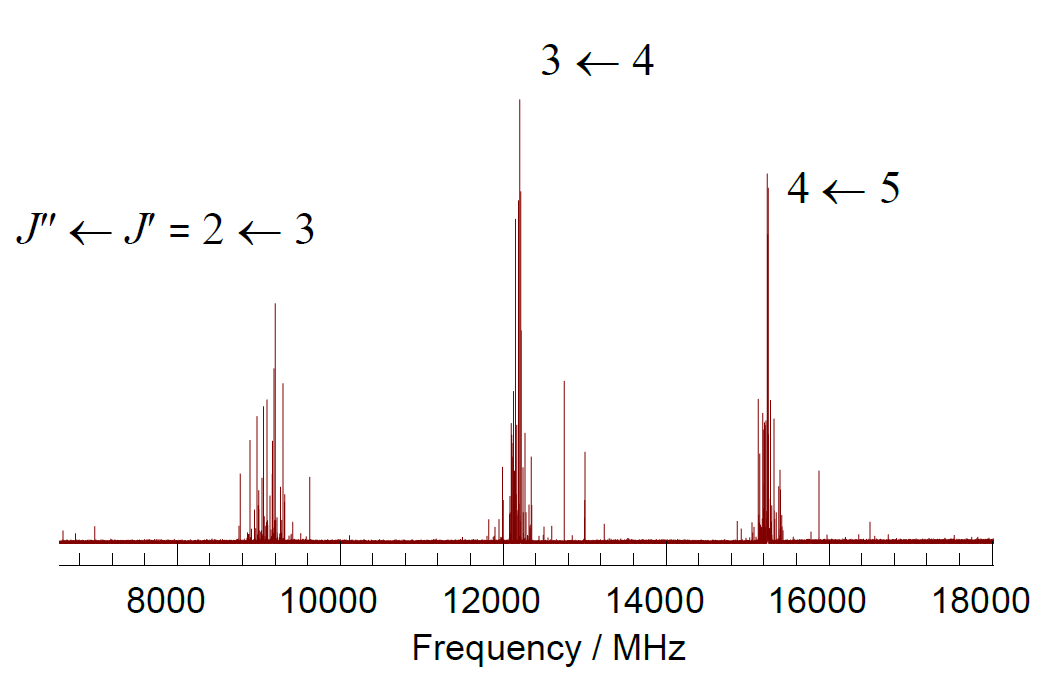
Fragment widma przejść rotacyjnych trifluorojodometanu CF_{3}I

Liczba przejść spontanicznych {\displaystyle dN_{e}} ze stanu wzbudzonego do niższego stanu energetycznego w krótkim przedziale czasu {\displaystyle dt} zależy proporcjonalnie od aktualnej liczby {\displaystyle N(t)} cząstek w stanie wzbudzonym, tj.
{\displaystyle dN_{e}\propto Ndt,}
przy czym współczynnik proporcjonalności jest stałą liczbą, specyficzną dla danego przejścia w atomie / cząsteczce i nosi nazwę współczynnika emisji (stała wprowadzona przez Einsteina). Różnica {\displaystyle dN=N(t+dt)-N(t)} między liczbą liczba atomów / cząsteczek na końcu czasu {\displaystyle dt} i na jego początku jest liczbą ujemną ({\displaystyle dN=-dN_{e}}), stąd prawo emisji spontanicznej ma postać:

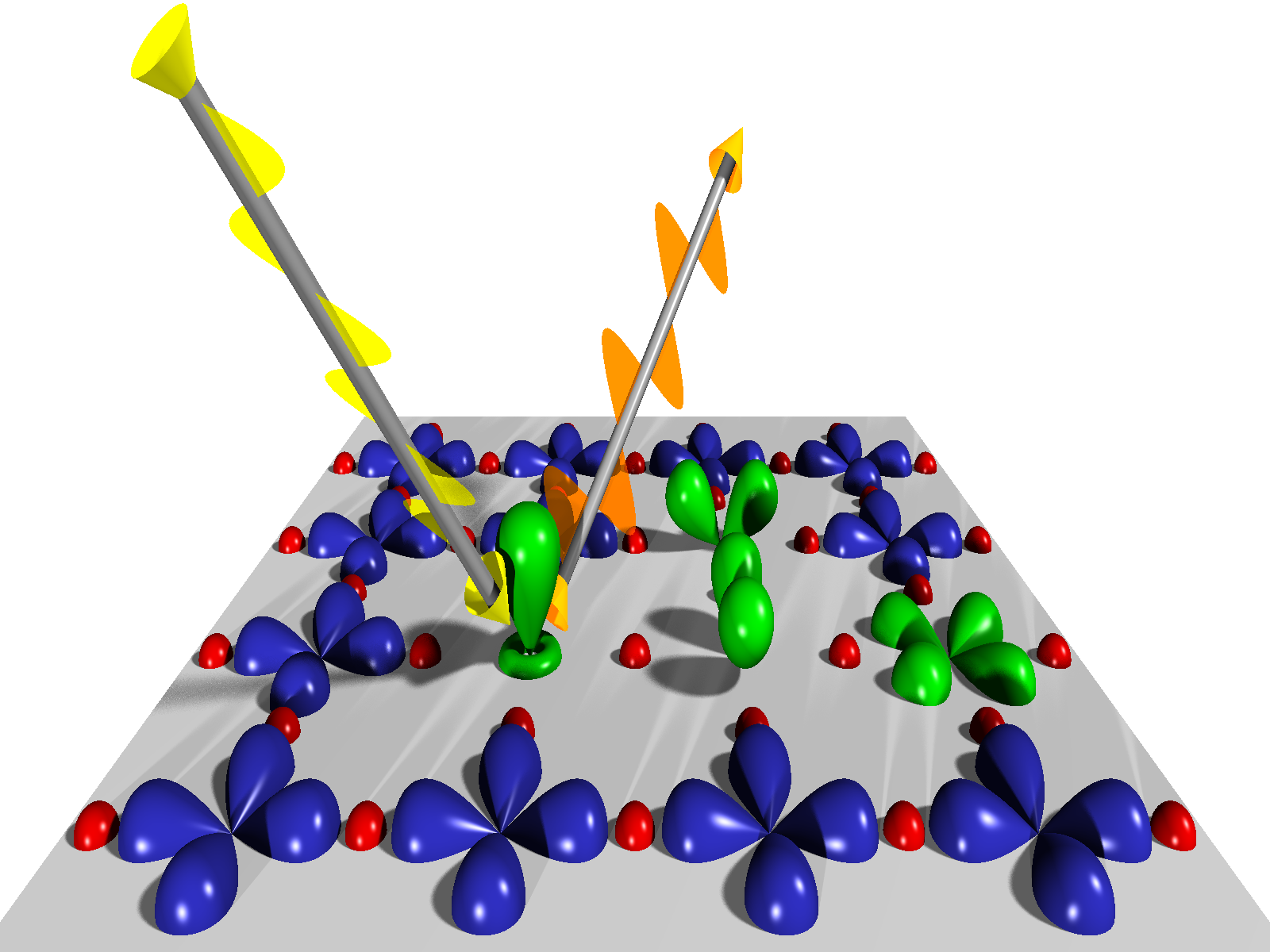
Wzbudzenia orbitali 3d miedzi na płaszczyźnie CuO_{2} nadprzewodnika wysokotemperaturowego. Stan podstawowy (niebieski) to orbitale x^{2}–y^{2}; orbitale wzbudzone są w kolorze zielonym; strzałki ilustrują nieelastyczne rozpraszanie promieniowania rentgenowskiego, powodujące przejścia do stanów wzbudzonych

{\displaystyle dN=-A_{2\to 1}Ndt,}
gdzie: 
{\displaystyle A_{2\to 1}} - współczynniki emisji przy przejściu z poziomu wzbudzonego 2 do poziomu 1.

## Prawo zaniku stanów wzbudzonych w emisji spontanicznej
Jeśli w układzie wielu atomów / cząsteczek w stanie wzbudzonym nie następują nowe wzbudzenia, to liczba atomów / cząsteczek  pozostających w stanie wzbudzenia maleje z czasem wg wzoru:
{\displaystyle N(t)=N_{0}e^{-A_{2\to 1}t},}
gdzie: 
{\displaystyle N_{0}} - początkowa liczba wzbudzonych atomów, w chwili {\displaystyle t=0.}
Współczynnik emisji jest związany z średnim czasem życia {\displaystyle \tau } poziomu wzbudzonego i czasem połowicznego rozpadu {\displaystyle T_{1/2}} poziomu wzbudzonego w sposób:
{\displaystyle A_{2\to 1}={\frac {1}{\tau }}={\frac {\ln 2}{T_{1/2}}}.}
przy czym przez czas połowicznego rozpadu rozumie się tu czas, po którym zostanie połowa atomów / cząsteczek w stanie wzbudzonym z początkowej liczby {\displaystyle N_{0}.}
Zjawisko zaniku stanów wzbudzonych jest opisane takim samym równaniem  jak np. zjawisko rozpadu promieniotwórczego jąder atomowych, przy czym pojęcia czasu życia jąder atomowych i czasu połowicznego rozpadu jader ściśle odpowiadają pojęciom czasu życia poziomów wzbudzonych i czasu połowicznego zaniku stanów wzbudzonych.

## Inne sposoby emisji promieniowania
- emisja wymuszona
- promieniowanie elektromagnetyczne cząstek obdarzonych ładunkiem podczas hamowania, przyspieszania, zmiany kierunku ruchu np. promieniowanie cyklotronowe, promieniowanie synchrotronowe, promieniowanie Czerenkowa.